# Oliarus hackeri
Oliarus hackeri är en insektsart som beskrevs av Frederick Arthur Godfrey Muir 1931. Oliarus hackeri ingår i släktet Oliarus och familjen kilstritar. Inga underarter finns listade i Catalogue of Life.